# Antoni Ballester i Nolla
Antoni Ballester i Nolla (Mont-roig del Camp, Baix Camp, 16 de maig de 1920 - Barcelona, 15 de febrer del 2017) va ser un químic i oceanògraf català.
Va ser fill de Ricard Ballester i Pallerola, nascut a Reus i mestre de l'escola de Mont-roig del Camp, i de Teresa Nolla Sabater, filla de Mont-roig del Camp i mestressa de casa. Els seus germans es deien Ricard, Alfons i Maria del Carme.
Amb 17 anys és voluntari a l'exèrcit republicà enquadrat com a sanitari del 414 Batalló de la 104a Brigada Mixta. Passa per Coll d'Ares durant l'hivern de 1939 i és internat en el camp de concentració d'Agde. Gràcies a les gestions i avals recollits pel seu pare pot tornar; però és expulsat de la universitat i obligat a fer un servei militar de quatre anys. Fa mil feines i es treu la llicenciatura en Química als 29 anys. Treballa a la indústria fins als 38 i es doctora cum laude en ciències biològiques. Als 42 anys comença de zero la seva carrera d'oceanògraf. Fa espeleologia i submarinisme. Col·labora i fa amistat amb Ramon Margalef, qui el recomanarà a l'Instituto de Ciencias del Mar de l'illa Margarita.
Llicenciat en químiques i doctor cum laude en ciències biològiques per la Universitat de Barcelona amb una tesi interdisciplinària (característica no gens freqüent a l’època) que tractava de l’aplicació de l'anàlisi dels pigments fotosintètics a l'estudi del fitoplàncton. A la dècada de 1950 fou director de l'Instituto de Ciencias del Mar de Isla Margarita (Veneçuela), actualment Estación de Investigaciones Marinas de Margarita (EDIMAR), on creà el laboratori oceanogràfic de la Fundació La Salle. Fou president del Comitè d'Oceanografia Química del CIESM de Mònaco. Convidat pel Reial Institut de Ciències Naturals de Bèlgica, l'any 1966 participà en una investigació antàrtica, esdevenint un dels pioners de la presència catalana a l'Antàrtida. En aquest viatge posà en marxa el seu sistema per a analitzar i enregistrar de manera contínua les dades referents a la composició química, temperatura i salinitat de les aigües marines utilitzant sensors remots (posteriorment aquests sensors s'aplicaren a tots els vaixells oceanogràfics del món).
Experimentat submarinista, l'any 1971 va rebre l'encàrrec de la FEDAS d'un projecte de protecció del litoral i els fons de les illes Medes que publicà el la revista de l'entitat, Immersión y ciencia.
Convidat pel govern argentí, l'any 1984 tornà a l'Antàrtida en expedició oceanogràfica a bord de l'Almirante Irízar juntament amb dos científics més del CSIC, Josefina Castellví i Piulachs i Marta Estrada i Miyares.
L'any 1986 participà en una nova expedició antàrtica organitzada per científics polonesos juntament amb Josefina Castellví i Piulachs, Agustí Julià i Joan Rovira.
Després de moltes reivindicacions va aconseguir que Espanya tingués una base científica a l'Antàrtida dedicada a la investigació: la "Base Antàrtica Espanyola Joan Carles I", situada a l'Illa Livingston i inaugurada a principis de l'any 1988. Això va fer possible l'entrada d'Espanya en el Tractat Antàrtic (1988) i en el “Scientific Committe on Antartic Research” –SCAR- (1991). Poc després d'haver instal·lat la base a l'Antàrtida, Antoni Ballester es va haver de retirar completament de l'activitat científica. Cap al maig del 1988, el professor Ballester va anar a Polònia per agrair la col·laboració que havia rebut i preparar la campanya següent, i a aquell país va patir un accident vascular cerebral que l'obligà a minvar en gran manera l'activitat física i intel·lectual.